# Giovan Battista Castello

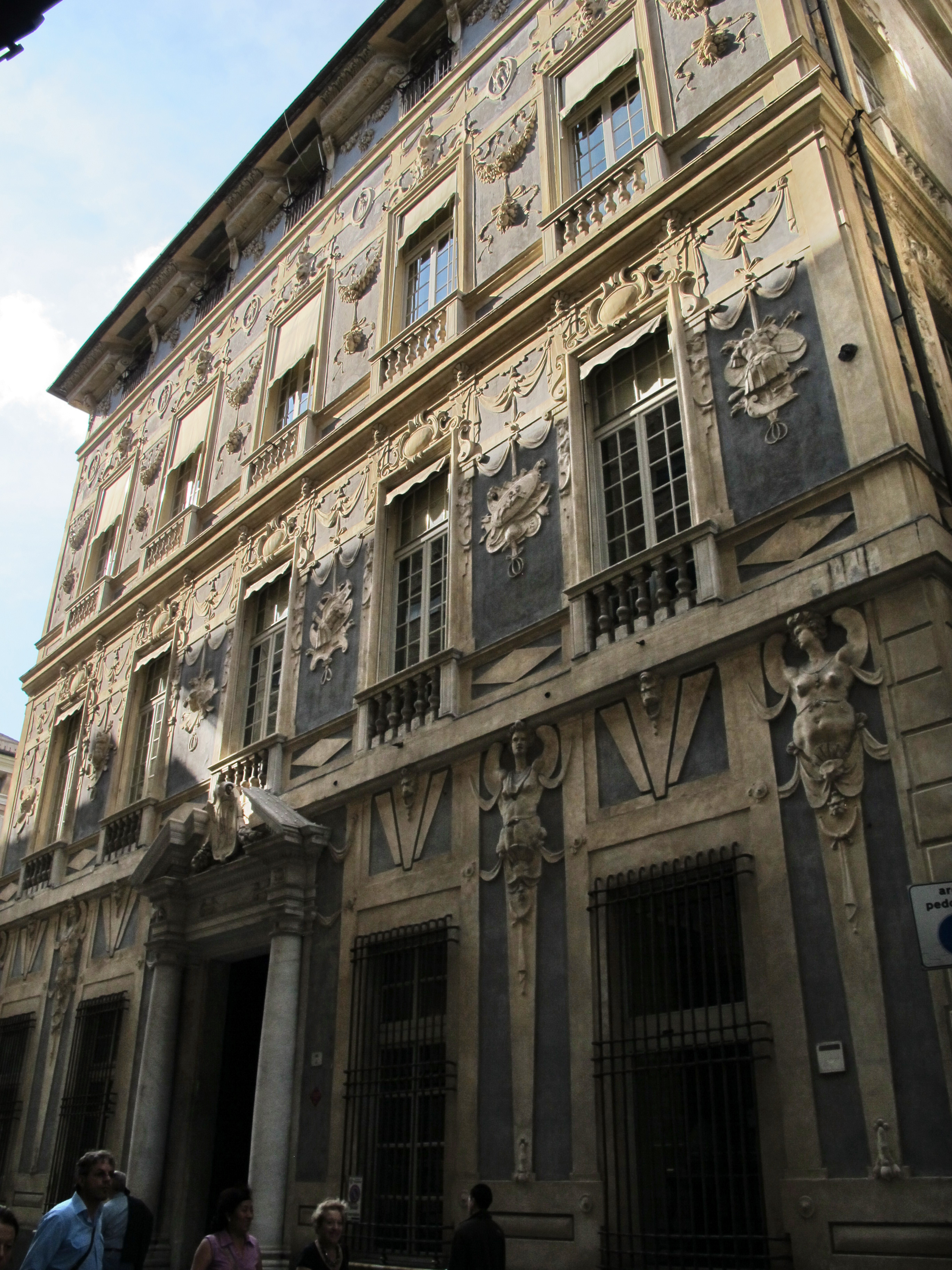
Der Palazzo Podestà (oder Nicolosio Lomellini) in Genua, erbaut zwischen 1559 und 1565 nach Plänen von Bergamasco und Bernardo Cantone

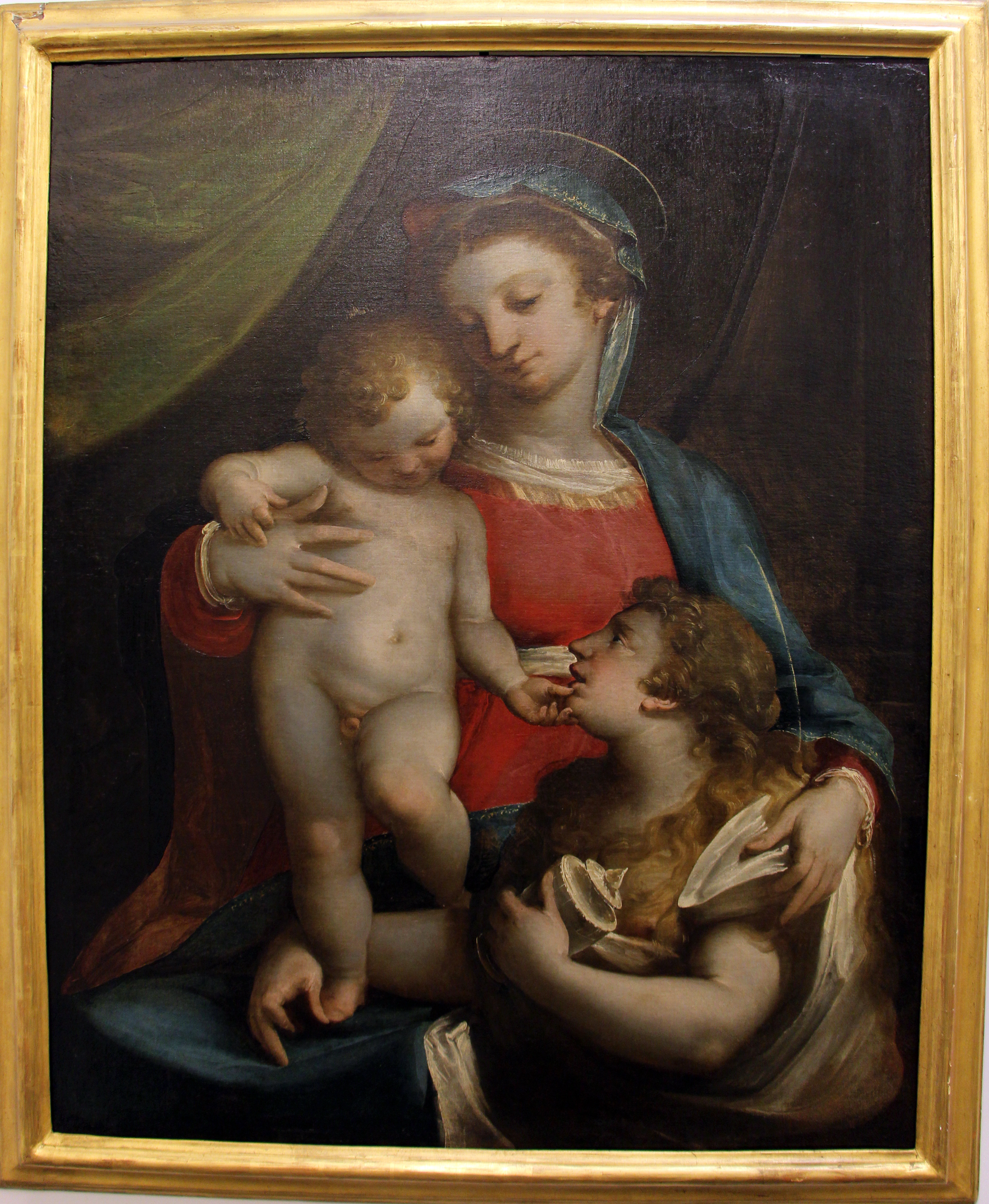
Madonna mit Kind, Palazzo Bianco, Genua

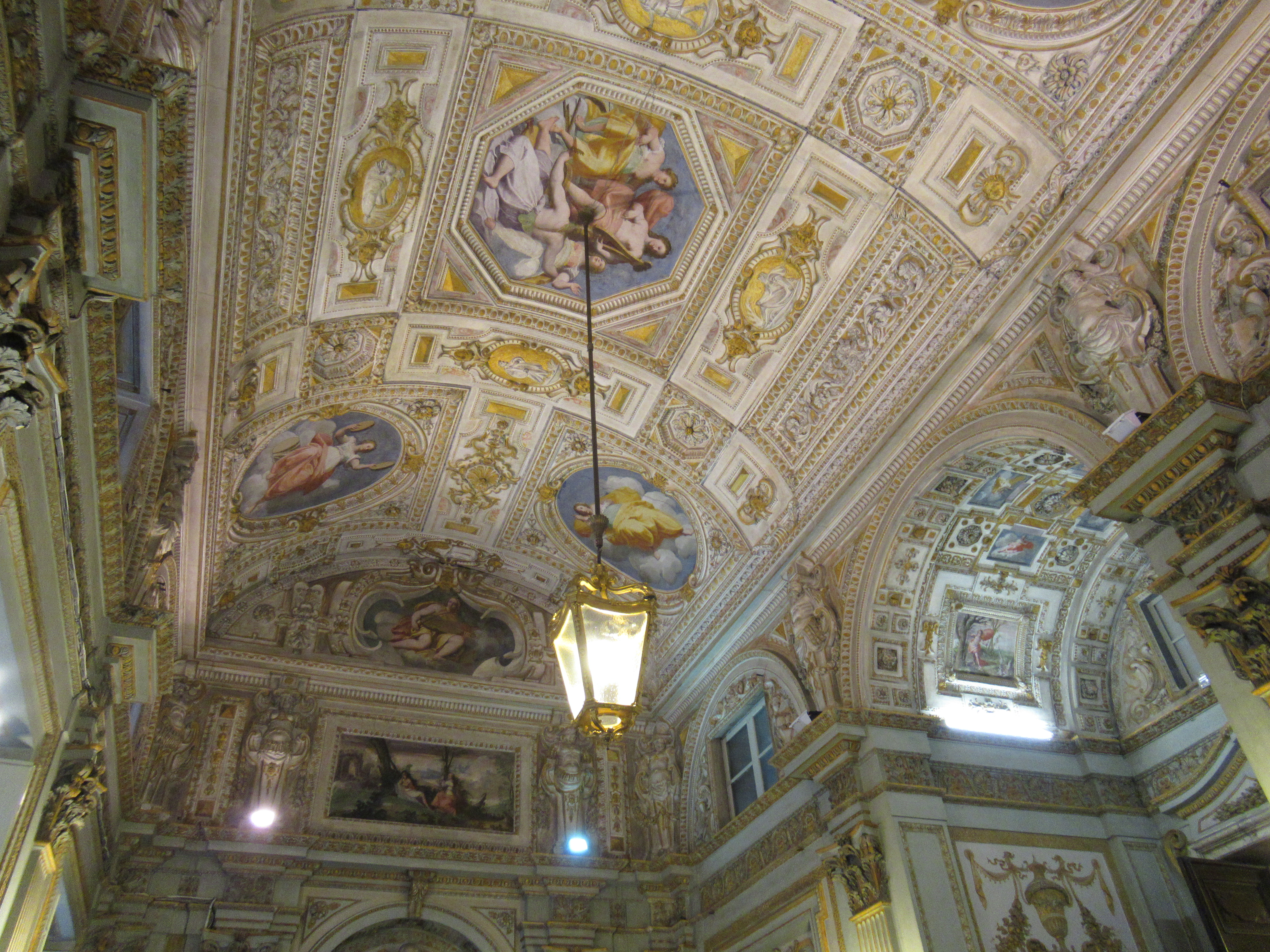
Gewölbe mit Apollon und die Musen, Palast von Tobia Pallavicino in Strada Nuova

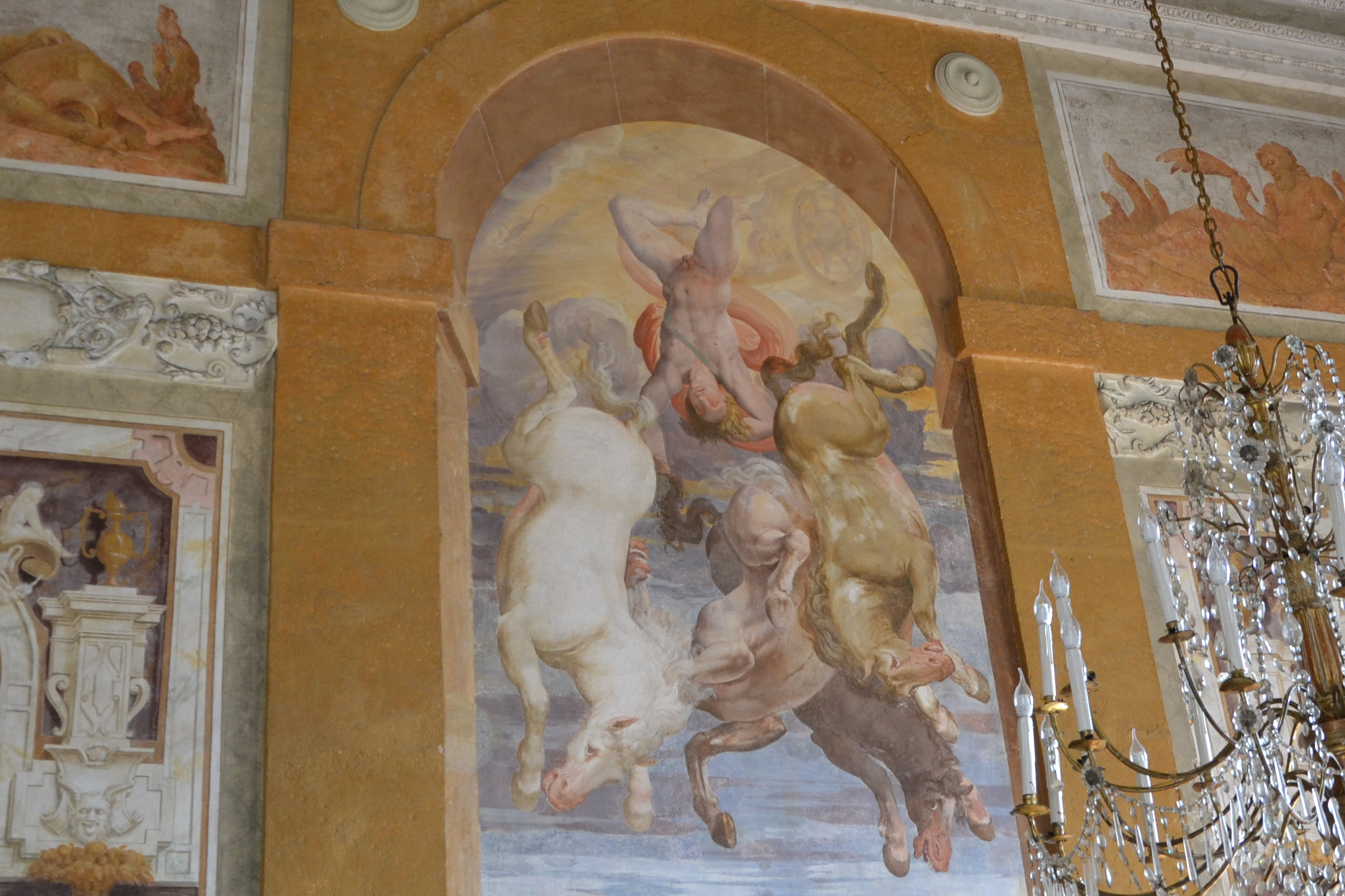
'Fall des Phaeton', Villa von Tobia Pallavicino delle Peschiere

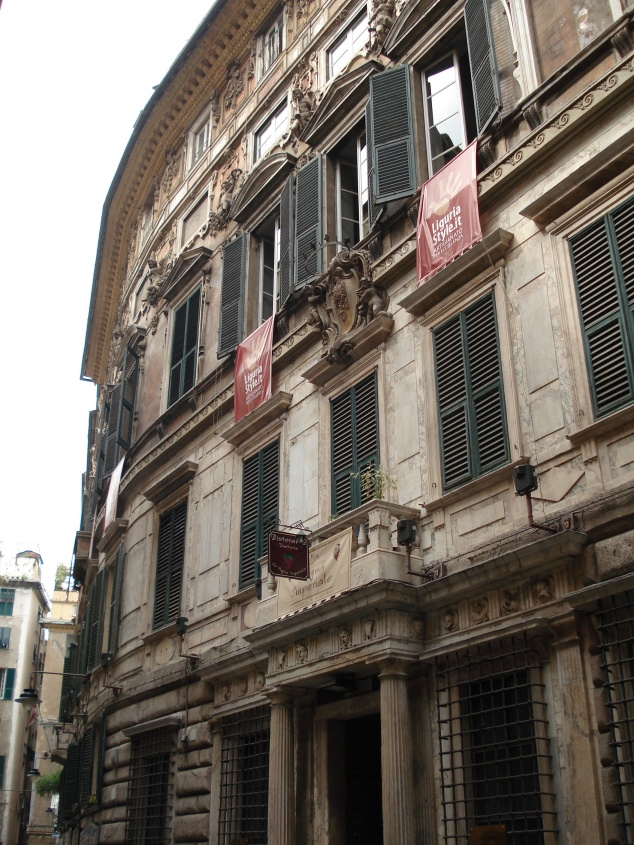
Palazzo Imperiale

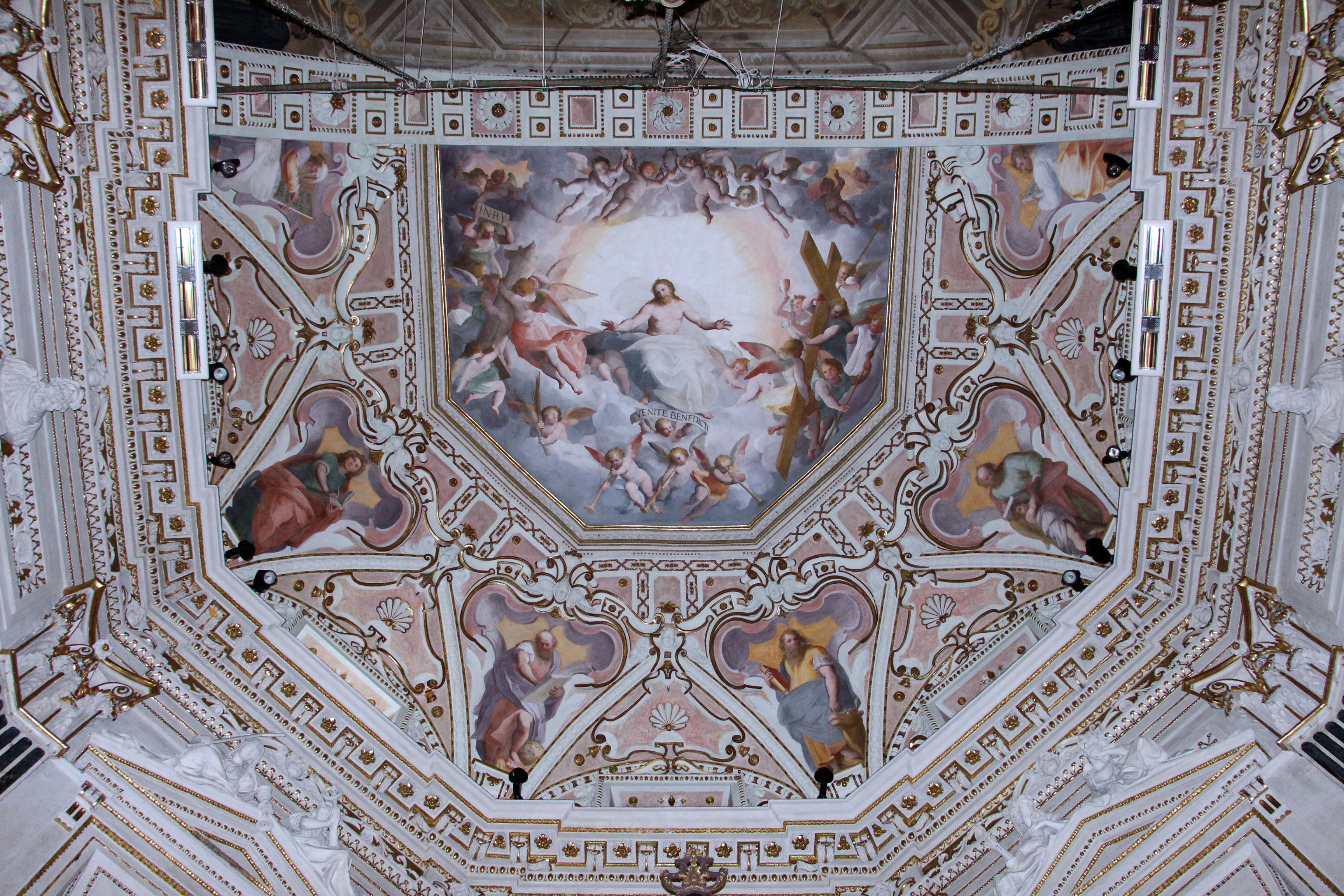
Freskendekor mit Christus als Weltenrichter und den Evangelisten, 1563, in der Kirche Santissima Annunziata di Portoria

Giovan Battista Castello, genannt Il Bergamasco (* um 1509 in Lovere ?; † 3. Juni 1569 in Madrid), war ein italienischer Maler, Stuckateur und Architekt der Renaissance.

## Leben
Giovan Battista war Sohn von Giovan Maria. Die Familie stammte ursprünglich aus Gandino im Val Seriana, aber Giovanni Battista wurde im Sommer 1526 in Trescore Balneario oder Lovere geboren und lebte bis zu seinem zehnten Lebensjahr in Lovere. Die Familie kehrte dann nach Trescore zurück und zog 1541 nach Bergamo. Giovanni Battista ging in der Werkstatt des Malers Aurelio Busso aus Crema in die Lehre, der als Schüler von Polidoro da Caravaggio die Accademia di San Luca in Rom besucht und mit Giulio Romano in Mantua zusammengearbeitet hatte. Wie aus alten Biographien hervorgeht, genoss er nach seiner Übersiedlung nach Genua um 1545 den Schutz von Tobia Pallavicino, einem der reichsten Kaufleute Genuas, der die tugendhafte Neigung des armen Schülers sah und ihm eine Ausbildungsreise nach Rom finanzierte.
Nachdem er die verschollenen Fresken in der Pfarrkirche San Pietro di Trescore vollendet hatte, erhielt er 1556 den Auftrag, den nach seinem Entwurf errichteten Saal des Hauses von Guido und Paolo Lanzi in Gorlago mit einer Reihe von Fresken auszustatten, die die Geschichten des Odysseus darstellen, zwölf Episoden aus der Odyssee, die heute abgerissen und im Palazzo della Provincia (Bergamo). Der Zyklus, der anlässlich der Promotion von Paolo Lanzi in Medizin gemalt wurde, ist als Lobpreisung der Künste, des Friedens und der Intelligenz (Apollon, Athene und die Musen) gegen die Gewalt des Krieges konzipiert. In Bergamo führte er eines der verlorenen Fresken in der Cappella Colleoni aus und zeichnete das Projekt für die Renovierung und Fertigstellung der Kirche Santo Spirito, von dem drei Zeichnungen und ein Bericht erhalten sind. In der Stadt freskierte er den Flur eines Hauses der Rota im Stadtteil Sant’Alessandro in Colonna, während er in Malpaga einen der Eingänge und einen Raum des Schlosses Martinengo Colleoni freskierte.
Für Pallavicino vollendete er den Bau und die Ausstattung sowohl des Stadthauses als auch der Vorstadtvilla in Genua. Der Entwurf und die Ausstattung des Palazzo Carrega-Cataldi in der Strada Nuova, heute Sitz der Handelskammer, erfolgte zwischen 1558 und 1561. Zwei Vorräume im Erdgeschoss und das Piano nobile sind unversehrt überliefert und vollständig mit der Dekoration von Bergamasco bedeckt, die sich eindeutig an römischen Vorbildern und insbesondere an der Raffaeleske orientiert. Im Erdgeschoss verlaufen fein modulierte weiße Stuckrahmen zwischen phantasievollen und winzigen grotesken Dekorationen und größeren Fresken, die olympische Gottheiten in voller Größe darstellen, während die zentralen Achtecke Juno und Leda abbilden. An den Seitenwänden und am Gewölbe des Vestibüls des piano nobile sind Apollo und die Musen dargestellt, die von vergoldetem Stuck eingerahmt sind. Kunsthistoriker Federico Alizeri sagt dazu: Der Entwurf dieses Palastes stammt von Giambattista Castello, der im Portikus und im Vorraum des Obergeschosses mehrere Gottheiten und bizarre Grotesken in Fresken malte, die er mit selbst erfundenen Skulpturen schmückte.
Die Vorstadtvilla der Familie Pallavicino, die heute als Villa delle Peschiere bekannt ist, wurde ab 1560 nach dem offensichtlichen Vorbild der Villa Giustiniani Cambiaso in Albaro erbaut. Es ist unter Kritikern umstritten, ob das Projekt vollständig dem Bergamasco zuzuschreiben ist, oder ob es eine direkte Intervention von Galeazzo Alessi gab. Mit Sicherheit war es Bergamasco, der den Bau und die Freskendekoration sowie den terrassenförmig abfallenden Garten mit dem Nymphäum und der mosaikgeschmückten Grotte vollendete. Die Fresken mit mythologischen Themen (Apollon auf dem Sonnenwagen und Geschichten von Apollon) wurden von Luca Cambiaso ausgeführt, der war in denselben Jahren in der Kirche San Matteo, einer Adelskirche der Familie Doria, tätig und setzte die ein Jahrzehnt zuvor von Giovanni Angelo Montorsoli begonnenen Arbeiten an der Innenausstattung fort (insbesondere die allgemeine Gestaltung der Dekoration der Kirchenschiffe und das Fresko im zweiten Schiff mit der Berufung des Heiligen Matthäus). Für Vincenzo Imperiale entwarf und realisierte er den Palazzo Imperiale di Campetto, die Dekoration der Fassade und zahlreicher Innenräume.
Im Jahr 1560 vergrößerte er im Auftrag von Domenico Grillo den Palazzo Domenico Grillo an der Piazza delle Vigne. Aus dem Jahr 1563 stammt der Palazzo Podestà, im Jahr darauf der Palazzo Gio Battista Spinola und die Villa Grimaldi in der Sampierdarena. Im gleichen Zeitraum schmückte er die Kirche der Annunziata in Portoria und einen Teil der Kathedrale von Genua. Im Jahre 1567 ging er nach Spanien in den Dienst von König Philippe II. als königlicher Architekt und arbeitete dort unter anderem am Kloster des Real Sitio de San Lorenzo de El Escorial. 
Sein Sohn Fabrizio arbeitete mit Gian Battista zusammen und setzte dessen Malerei fort.

## Arkitektonische Werke
- 1557–1560 Palast von Vincenzo Imperiale in Genua, Campetto;
- 1558–1560 Palast von Tobia Pallavicino (Palazzo Carrega-Cataldi), Genua;
- Villa Imperiale di Terralba, Genua;
- Palast della Meridiana von Giovan Battista Grimaldi, Genua;
- Palast von Domenico Grillo in Piazza delle Vigne, Genua;
- Palast von Tommaso Spinola di Pessagno in Salita Santa Caterina, Genua;
- 1563 Palast von Lugi Centurione (Palazzo Podestà), Genua;
- 1564 Palacio del Marqués de Santa Cruz, Don Álvaro de Bazán, en la ciudad espanola de El Viso.

## Malerische Werke
- Pentecoste, Alassio, Kirche Sant’Ambrogio;
- Zusammenarbeit mit Luca Cambiaso bei der Gestaltung des Freskos im Hauptsaal des Palazzo della Meridiana, in Genua;
- Stuck- und Freskendekoration des Palastes Carrega-Cataldi in Strada Nuova, Genova;
- Dekoration des Kirchenschiffs, Fresko mit der Berufung des Heiligen Matthäus, Kirche San Matteo, Genova;
- Stuck- und Freskendekoration des Palastes Domenico Grillo (Geschichten von Psyche und Opferung der Iphigenie), Genova;
- Ausschmückung des Chors der Kirche Santissima Annunziata di Portoria, Genova;
- Ausschmückung der Betkapelle Grimaldi in der Kirche San Francesco di Castelletto. Das Gemälde mit der Gefangennahme Christi, das nach dem Abriss der Kirche verloren ging, ist heute im städtischen Museum Genua im Palazzo Luca Grimaldi („Palazzo Bianco“) zu sehen;
- Madonna Assunta, Apsis der Kapelle Lercari in der Kathedrale von Genua;
- Fresken im Palast Baldassarre Lomellini in Strada Nuova;
- architektonische und malerische Dekoration verschiedener Räume des Alcázar in Madrid (später durch einen Brand zerstört).